# Profilattico

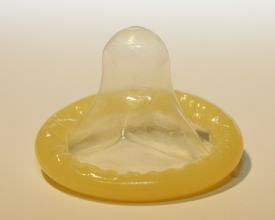
Un preservativo arrotolato

Un profilattico o preservativo (chiamato anche con il termine inglese condom) è un dispositivo medico utilizzato durante i rapporti sessuali per prevenire una malattia sessualmente trasmissibile o come contraccettivo di tipo a barriera per ridurre la probabilità che si generi una gravidanza. Esistono preservativi sia femminili che maschili. Riguardo a quello maschile, se usato in maniera perfetta e per tutta la durata del rapporto sessuale, la probabilità che si arrivi ad una gravidanza si stima possa essere di circa il 2% all'anno. Se invece il suo utilizzo è quello considerato tipico, la probabilità di gravidanza sale del 18% all'anno. Il suo uso diminuisce notevolmente il rischio di trasmettere gonorrea, clamidia, Trichomoniasi vaginale, epatite B e AIDS. Inoltre, seppur in maniera minore, può proteggere dalla trasmissione dell'herpes genitale, del papillomavirus umano (HPV) e della sifilide.
Per essere utilizzato, il preservativo maschile deve essere srotolato sul pene in erezione prima del rapporto sessuale e il suo scopo è quello di impedire che lo sperma possa entrare in contatto con il corpo del partner sessuale. I preservativi maschili sono tipicamente realizzati in lattice e meno frequentemente in altri materiali, dal poliuretano all'intestino di agnello. I preservativi maschili hanno il vantaggio di essere facilmente utilizzabili, di una larga disponibilità e dalla presenza di pochi effetti collaterali. Coloro che soffrono di allergia al lattice possono utilizzare quelli in poliuretano o di un altro materiale sintetico. I preservativi femminili sono generalmente in poliuretano e possono essere utilizzati più volte.
I preservativi vengono utilizzati come metodo di prevenzione dalle malattie sessualmente trasmissibili almeno fin dal 1564. I preservativi di gomma divennero disponibili nel 1855 per poi essere seguiti da quelli in lattice a partire dagli anni 1920. L'organizzazione mondiale della sanità li ha inseriti nell'elenco dei medicinali essenziali, una lista che comprende i farmaci e i presidi più efficaci, sicuri e considerati necessari in un sistema sanitario. Il costo di un singolo profilattico all'ingrosso nei paesi in via di sviluppo può variare da circa 0,03 a 0,08 dollari. Negli Stati Uniti, un singolo pezzo viene venduto a meno di 1,00 dollaro. A livello mondiale, meno del 10% di coloro che ricorrono ad un sistema di controllo delle nascite utilizza il preservativo per questo scopo. I tassi di utilizzo sono più alti nel mondo sviluppato. Nel Regno Unito il preservativo è il secondo metodo più comune per il controllo delle nascite (22%) mentre negli Stati Uniti è al terzo posto (15%). Ogni anno ne vengono venduti circa dai sei ai nove miliardi.

## Storia

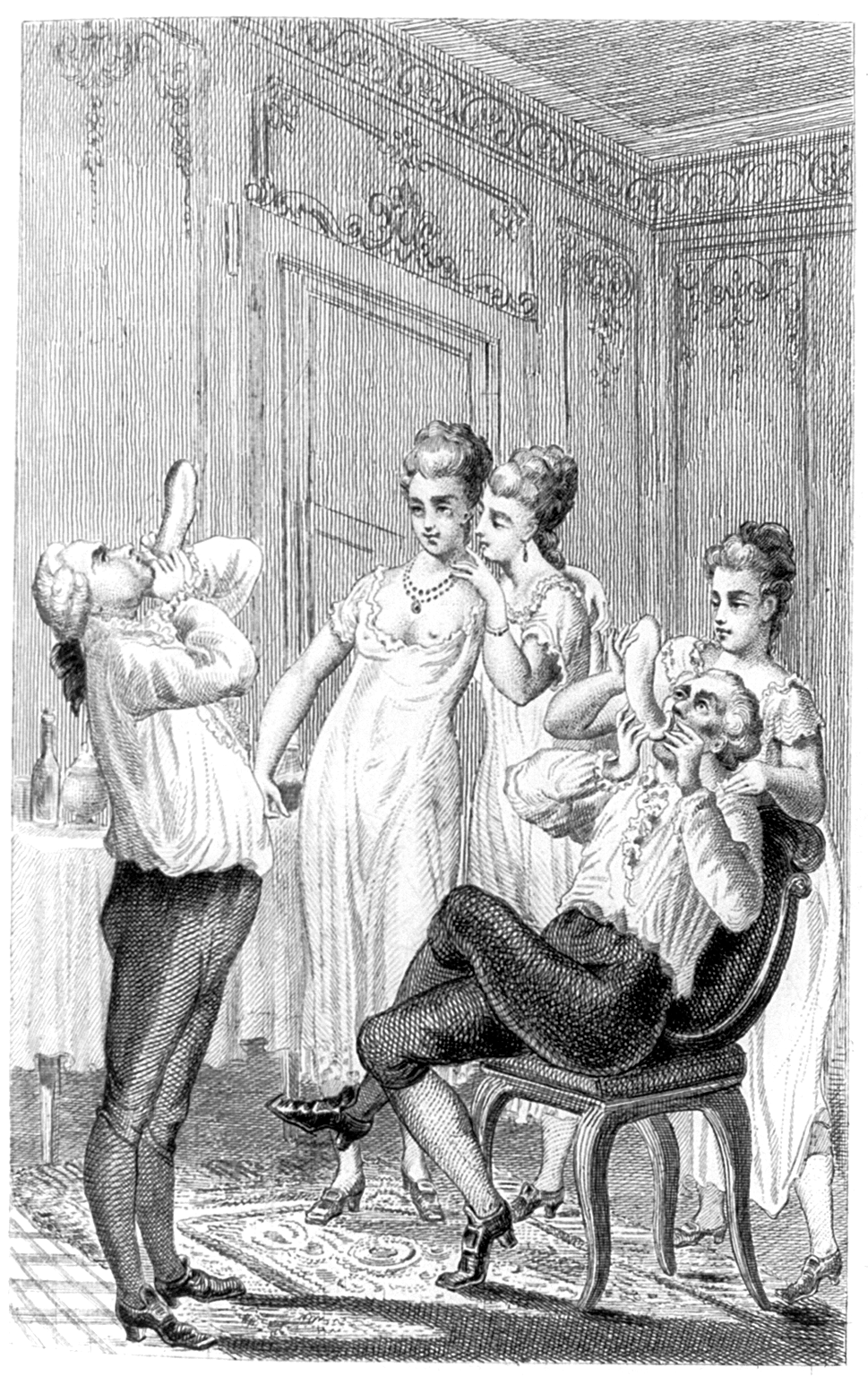
Giacomo Casanova mostra l'utilizzo del profilattico

L'uso del preservativo nell'antichità resta molto dubbio mentre è certo che nell'età rinascimentale ebbe inizio la sua diffusione dall'Inghilterra. Già nel 1550 infatti, l'anatomista Gabriele Falloppio, ricavandolo da budello animale aveva realizzato una guaina per il pene, ma lo aveva fatto per scopi igienici, per difendersi dalla sifilide, importata in Europa dal Nuovo Mondo.
Probabilmente il medico inglese Condom, forse proveniente dall'omonimo comune francese nel dipartimento del Gers nella regione del Midi-Pirenei dove si producevano budella di agnelli, trasferitosi in Inghilterra, lo propose come vero e proprio "preservativo" ai fini di evitare un'indesiderata procreazione, presso la Corte di Carlo II d'Inghilterra (1665-1685).
Nel XVI secolo, in Italia, Gabriele Falloppio pubblicò il primo articolo conosciuto in cui venne descritto il preservativo come profilassi da malattie sessualmente trasmissibili. Il più vecchio preservativo trovato è del 1640, scoperto a Dudley Castle in Inghilterra. Esso era fatto di intestino animale, ed era utilizzato per la prevenzione di malattie.
Nel 1709, il giornale satirico Tatler parla del preservativo, usando la parola "condom" come inventato da un medico francese eponimo, di cui però non si trova documentazione. Qualche anno dopo, Giacomo Casanova gli dà il nome di "redingote anglaise" e dichiara di utilizzare spesso questa "piccola borsa di pelle che gli inglesi hanno inventato per evitare che il gentil sesso debba preoccuparsi".

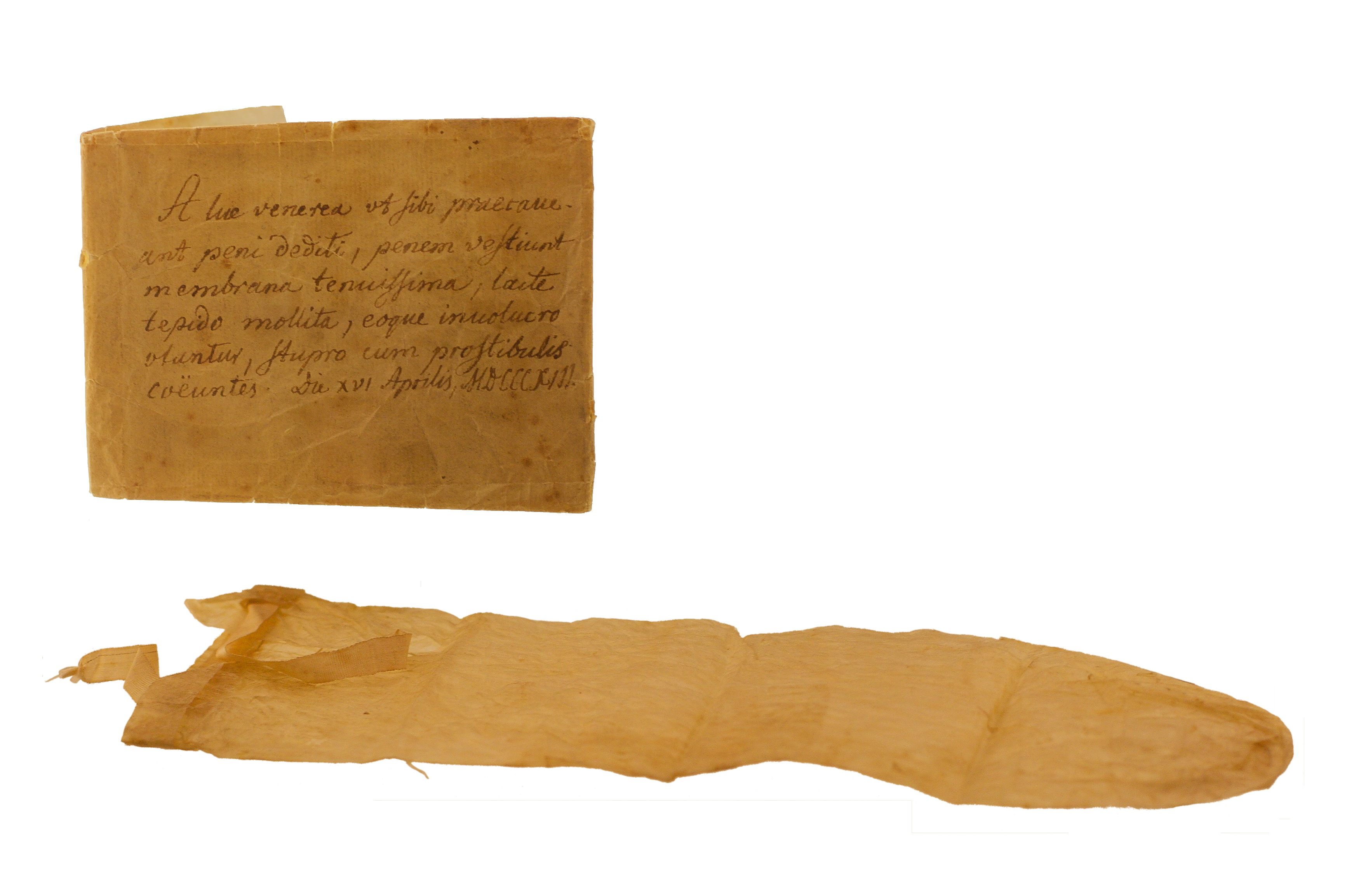
Preservativo e manuale di istruzioni del 1813

Dopo la scoperta del procedimento di vulcanizzazione da parte di Charles Goodyear, nel 1855 venne prodotto il primo profilattico in gomma.
A ideare i profilattici nella tipologia attuale fu Julius Fromm (1883-1945). Fromm proveniva da una famiglia ebraica, che si era trasferita in Germania dalla Russia, e osservò il preoccupante fenomeno rappresentato dalle migliaia di soldati tedeschi che si ammalavano di malattie veneree in seguito ai rapporti sessuali consumati nelle retrovie dei fronti del conflitto. E così si mise a produrre il popolare oggetto di gomma come strumento di protezione nei contatti sessuali occasionali. Cominciò a produrre preservativi in grande quantità nel 1916, per le necessità dei soldati tedeschi, guadagnando molto denaro. La produzione andò a pieno ritmo nel periodo della Repubblica di Weimar.

## Uso medico

### Controllo delle nascite
L'efficacia del preservativo, come la maggior parte dei metodi contraccettivi, può essere valutata in due modi. L' "uso perfetto" include i dati relativi solamente di coloro che ne fanno un utilizzo corretto e continuato, mentre l'"uso tipico" comprende tutti gli utilizzatori, compresi quelli che lo fanno in modo errato o non lo usano in ogni atto del rapporto sessuale. Le statistiche sono generalmente espresse per il primo anno di utilizzo. L'Indice di Pearl è il metodo più frequentemente adottato per calcolare i tassi di efficacia.
La probabilità di incorrere in una gravidanza fra coloro che fanno un "uso tipico" del preservativo varia a seconda della popolazione prese in considerazione, con valori che vanno dal 10% al 18% all'anno, mentre per l'"uso perfetto" questo dato si assesta al 2% all'anno. L'utilizzo dei preservativi può essere associato con altre forme di contraccezione (come lo spermicida) per ottenere una maggiore protezione dalle gravidanze.

### Infezioni trasmesse sessualmente

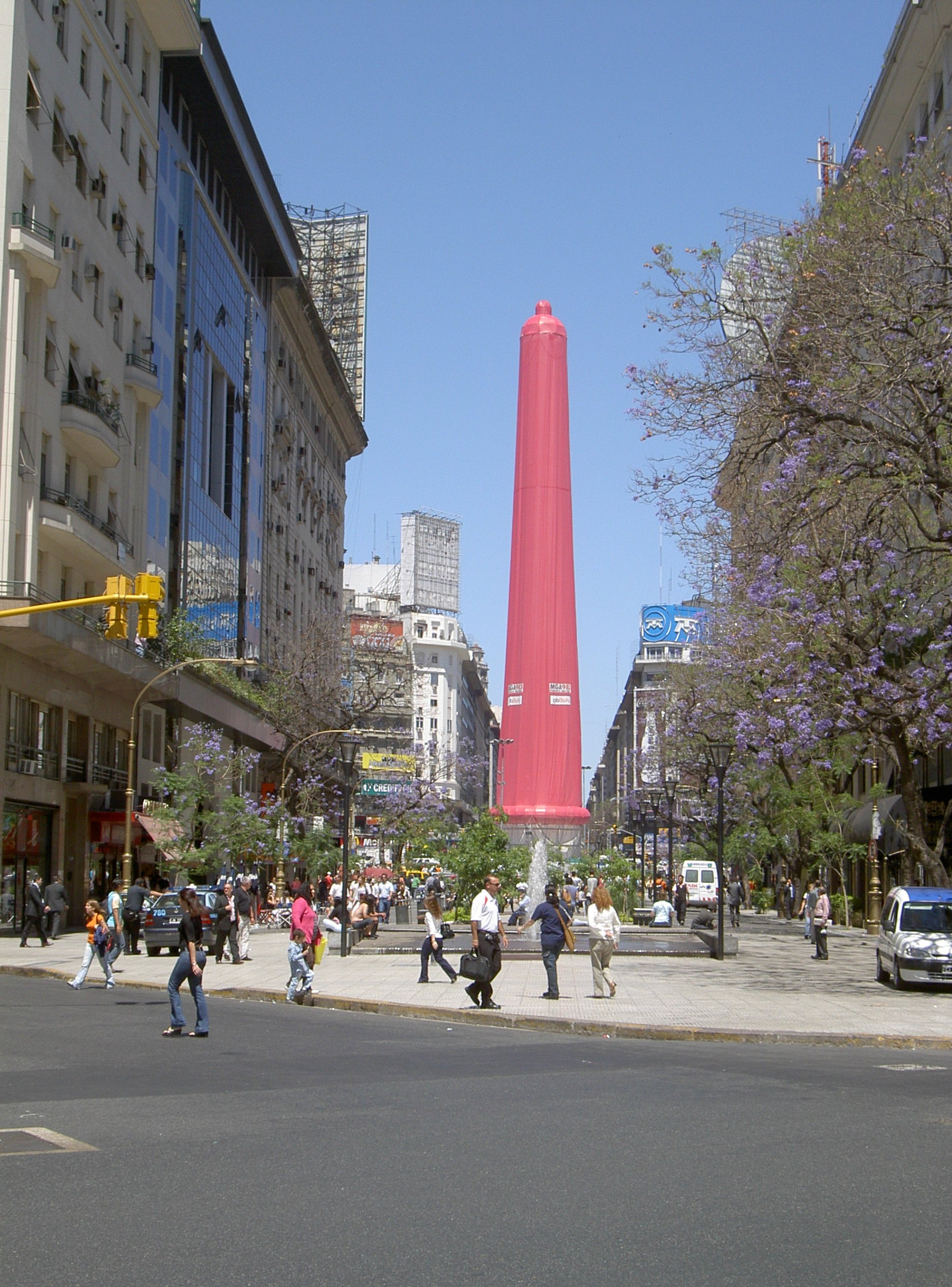
Riproduzione gigante di un preservativo srotolato sull'obelisco di Buenos Aires in occasione della campagna contro l'AIDS del 2005

Il preservativo viene ampiamente raccomandato per la prevenzione dalle malattie sessualmente trasmissibili. Il suo utilizzo ha dimostrato di essere efficace nel ridurre la probabilità di infezione sia negli uomini che nelle donne. Sebbene non sia perfetto, il preservativo risulta efficace nel ridurre la trasmissione degli organismi che causano l'AIDS, l'herpes genitale, neoplasie della cervice uterina, le verruche genitali, la sifilide, la clamidia, la gonorrea e altre malattie. I preservativi sono spesso raccomandati in aggiunta a metodi contraccettivi più efficaci in situazioni in cui è desiderabile anche la protezione dalle malattie a trasmissione sessuale.
Secondo una relazione del 2000 effettuata dal National Institutes of Health (NIH), l'utilizzo dei preservativi di lattice riduce il rischio di trasmissione dell'HIV/AIDS di circa l'85% rispetto al rischio che si ha quando non vi è alcuna protezione, ponendo il tasso di seroconversione (tasso di infezione) allo 0,9 per 100 persone-anni, un valore molto inferiore a quello di 6,7 per 100 anni-persona nel caso in cui non sia utilizzato. Un'analisi pubblicata nel 2007 dal University of Texas Medical Branch e dall'Organizzazione Mondiale della Sanità ha riscontrato simili riduzioni del rischio del 80%-95%.
Inoltre, una review della relazione dell'NIH del 2000 ha permesso di concludere che l'uso del preservativo riduce significativamente il rischio di contrarre la gonorrea per gli uomini, mentre uno studio del 2006 spiega che l'uso corretto del preservativo diminuisce il rischio di trasmissione del papillomavirus umano (HPV) alle donne di circa il 70%. Un altro studio pubblicato nello stesso anno ha dimostrato che l'uso del preservativo sia efficace nel ridurre la trasmissione del virus herpes simplex 2, noto anche come herpes genitale, sia negli uomini che nelle donne.
Anche se un preservativo è efficace nel limitare l'esposizione, la trasmissione di alcune malattie può verificarsi comunque. Alcune aree infettive dei genitali, specialmente quando i sintomi della malattia sono presenti, non possono essere coperte dal preservativo e, di conseguenza, alcune malattie come l'HPV e l'herpes possono essere trasmesse per contatto diretto. Il problema primario di efficacia nell'uso dei preservativi per prevenire le malattie infettive è comunque un uso scorretto.

### Cause di malfunzionamento
I preservativi possono sfilarsi dal pene dopo l'eiaculazione oppure possono rompersi per via di una scorretta applicazione, per danni fisici (come eventuali lacerazioni causate dall'apertura della confezione) o causate dal degrado del lattice (in genere in seguito all'utilizzo oltre la data di scadenza, o all'esposizione agli oli). La probabilità della rottura è compreso tra lo 0,4% e il 2,3%, mentre la probabilità di sfilarsi è tra lo 0,6% e l'1,3%. Anche se non si osserva alcuna anomalia, tra l'1% e il 3% delle donne presenteranno comunque un residuo di sperma dopo aver avuto un rapporto sessuale con l'utilizzo del preservativo.
Comunemente, si ritiene che indossare due preservativi contemporaneamente possa comportare una probabilità di rottura più elevato per via dell'attrito del lattice sul lattice, tuttavia ciò non è supportato dalla ricerca. Al contrario alcuni studi, seppur rari e su scala limitata, fatti in proposito hanno dimostrato che l'uso simultaneo di più preservativi diminuisca il rischio di rottura dello stesso.
Diverse modalità di rottura del preservativo comportano diversi livelli di esposizione allo sperma. Se si verifica un danno durante l'applicazione, il preservativo danneggiato può essere rimosso e applicato uno nuovo prima dell'inizio del rapporto non comportando così, generalmente, alcun rischio. Uno studio ha scoperto che l'esposizione allo sperma dovuto ad un preservativo rotto è di circa la metà rispetto ad un rapporto non protetto mentre l'esposizione in caso di preservativo scivolato è di circa un quinto.
I preservativi standard si adattano quasi a qualsiasi pene, con diversi gradi di comfort o rischio di sfilamento. Molti produttori offrono diverse dimensioni o di diversa tipologia per offrire una migliore sensazione e comfort. Alcuni studi hanno correlato preservativi più piccoli indossati su peni più grandi con una maggiore probabilità di rottura e una diminuzione dei tassi di scivolamento (e il contrario), tuttavia studi sono stati inconcludenti o non hanno confermato tale ipotesi.
Si raccomanda ai produttori di evitare la commercializzazione di preservativi o molto spessi o molto sottili, poiché entrambi sono considerati meno efficaci. Alcuni autori incoraggiano gli utenti a scegliere i preservativi più sottili "per una maggiore durata, sensazione e comfort", ma altri avvertono che "più sottile è il preservativo, minore è la forza necessaria per romperlo".
Chi ha più esperienza nell'uso del preservativo ha anche una probabilità significativamente inferiore di incorrere in uno sfilamento o in una rottura rispetto ai meno esperti. Un articolo apparso su Population Reports suggerisce che l'istruzione sull'uso del preservativo possa ridurre i comportamenti che aumentano il rischio di rotture e sfilamenti.
Tra le persone che intendono utilizzare il preservativo allo scopo di contraccezione, una gravidanza può comunque verificarsi quando l'utente sceglie di avere un rapporto sessuale senza indossarlo, magari perché non ne ha uno al momento disponibile, o perché non amando l'utilizzo decide di rischiare. Questo tipo di comportamento è la causa principale del "fallimento tipico" (contrariamente all'"uso perfetto" dell'utilizzo).
Un'altra possibile causa di fallimento è il sabotaggio, cioè danneggiando volontariamente il profilattico o sfilandoselo di nascosto. Un motivo per farlo è quello di voler avere un figlio contro i desideri o il consenso del partner. Alcune prostitute provenienti dalla Nigeria hanno riferito che i clienti sabotavano i preservativi come ripicca per essere stati costretti all'uso.

## Società e cultura

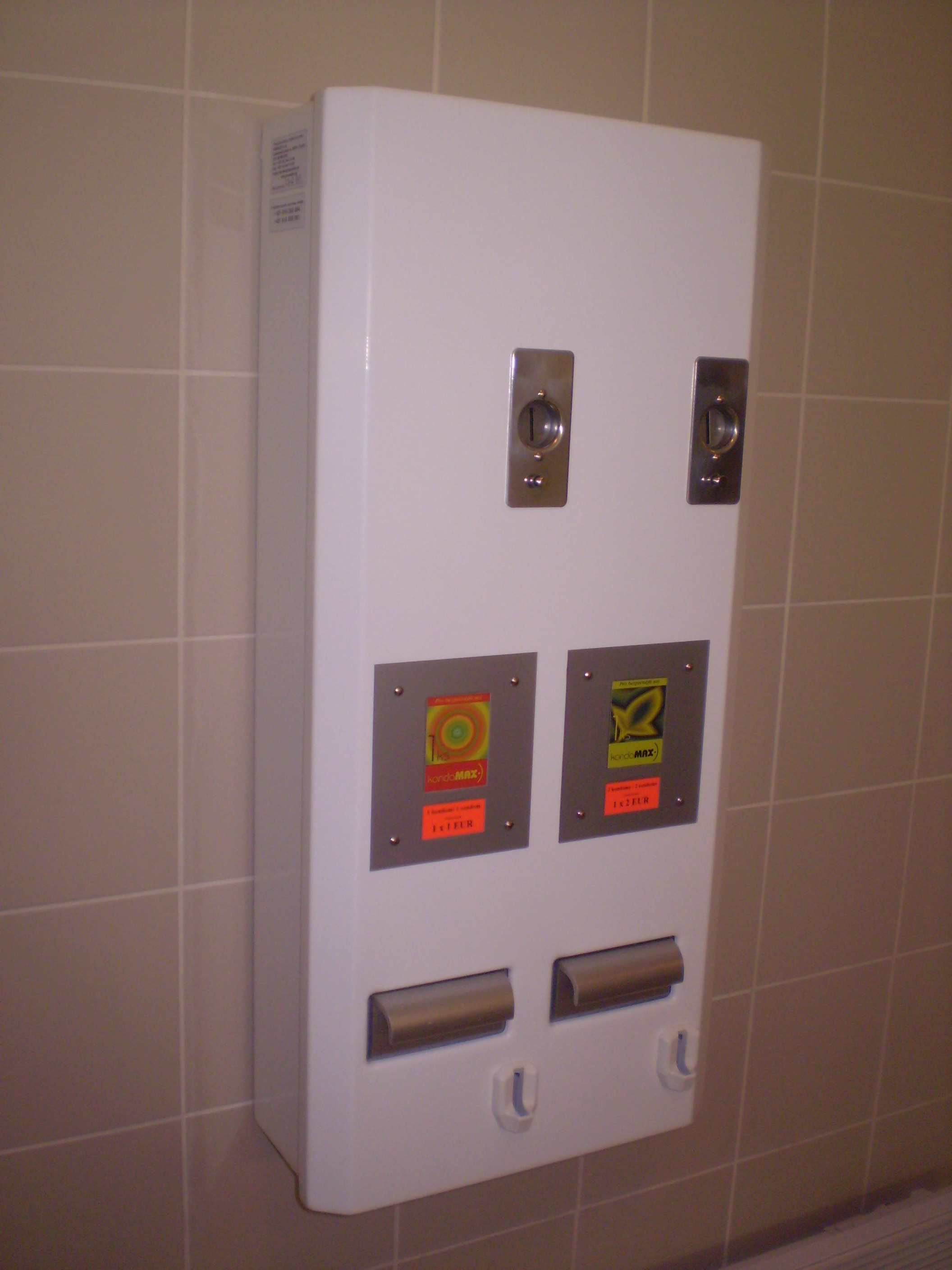
Distributore meccanico di profilattici utilizzato in Slovacchia

Nonostante vi sia ampio consenso scientifico riguardo ai benefici dell'uso del preservativo, vi sono comunque alcune critiche morali e scientifiche su esso.
L'utilizzo del preservativo è tipicamente raccomandato alle nuove coppie che non hanno ancora sviluppato una piena fiducia nel proprio partner per quanto riguarda le malattie sessualmente trasmissibili. Le coppie stabili, invece, possono avere meno dubbi su questo e perciò sono più propense ad utilizzare altri metodi di controllo delle nascite, come la pillola anticoncezionale, che non agiscono come barriera all'intimità del contatto sessuale. Si noti che il dibattito sulla convenienza dell'uso del preservativo cambia a seconda del gruppo di persone considerate; l'età, l'orientamento sessuale, la volontà o meno di una relazione stabile, sono categorie che hanno diverse vite sessuali e di conseguenza diversi fattori di rischio.
Tra le prime obiezioni all'uso del preservativo c'è la limitazione nella sensibilità erotica o nell'intimità che esso comporta. Essendo il preservativo indossato strettamente sulla pelle del pene, di conseguenza vi è una diminuzione della stimolazione attraverso lo sfregamento. I sostenitori del preservativo affermano che questo comporta tuttavia il vantaggio di avere rapporti sessuali più duraturi, diminuendo la sensibilità e ritardando l'eiaculazione maschile. Coloro che promuovono il sesso eterosessuale senza preservativo affermano che esso ponga una barriera tra i partner, diminuendo ciò che normalmente dovrebbe essere un legame fortemente sensuale, intimo e spirituale tra i partner.

### Psicologia
Tra molti individui, soprattutto di sesso maschile, persiste una forte resistenza psicologica e ancor più culturale all'uso del profilattico. Questa diffidenza trova diverse parziali giustificazioni, ad esempio nel costo dello stesso, nelle (rare, ma possibili) eventualità di rottura durante il rapporto, o nella riduzione della sensibilità e quindi del piacere dovuta all'applicazione del profilattico; a questi problemi si aggiunge, sul piano psicologico, l'ansia causata dal timore di perdere l'erezione nell'atto di indossare il profilattico prima della penetrazione sessuale. Questo timore può però essere affrontato e risolto, o perlomeno ridotto, laddove il/la partner collabori fattivamente all'uso del profilattico, aiutando il partner a indossarlo sul pene eretto, trasformando questa fase del rapporto in uno dei preliminari allo stesso.

### La posizione delle confessioni religiose
La Chiesa cattolica ne vieta fermamente l'uso, in quanto è intrinsecamente immorale ogni azione - come, per esempio, la sterilizzazione diretta o la contraccezione -, che, o in previsione dell'atto coniugale o nel suo compimento o nello sviluppo delle sue conseguenze naturali, si proponga, come scopo o come mezzo, di impedire la procreazione. Per queste ragioni, la Chiesa cattolica richiede metodi conformi ai criteri oggettivi della moralità, e cioè con la continenza periodica e il ricorso ai periodi infecondi. Durante il viaggio in Africa, in volo verso il Camerun, martedì 17 marzo 2009 Benedetto XVI rilascia una dichiarazione ai giornalisti nella quale per la prima volta un pontefice pronuncia la parola "preservativo", pur ribadendone la condanna.
Altre confessioni religiose, come la Chiesa Evangelica Valdese, i Testimoni di Geova, le Assemblee di Dio, ritengono che invece l'utilizzo del preservativo sia perfettamente lecito in quanto non introduce problemi di natura etica.

## Reperibilità e costi
Non è inusuale la preferenza di taluni nell'acquisto presso distributori automatici o presso i supermercati piuttosto che nelle farmacie, con lo scopo di evitare di pronunciare un termine sentito ancora come sconveniente; va sottolineato in questo senso che alcune farmacie evitano di esporre le confezioni di profilattici in modo visibile e facilmente accessibile al cliente, e in alcuni casi perfino la vendita degli stessi sembra essere impedita da motivi ideologici o religiosi.

## Le campagne
Negli anni ottanta le campagne di prevenzione da infezioni da HIV che hanno cominciato a promuovere l'utilizzo del preservativo per ridurre il rischio di contagio e indipendentemente dalla sua efficacia anticoncezionale hanno incontrato numerosi ostacoli culturali. In Italia, nel 1993 l'allora Ministro della pubblica istruzione Rosa Russo Jervolino, fortemente cattolica, ritenne necessario bocciare una campagna d'informazione rivolta agli studenti in quanto compariva il termine tabù.
In una parte del cinema pornografico hardcore, specie europeo, gli attori maschi talora utilizzano oggi apertamente preservativi nel corso della penetrazione vaginale o anale; cosa che può essere considerata sia come un effetto delle campagne a favore della pratica del sesso protetto, specie in condizioni di promiscuità, sia come un contributo implicito alle stesse.

## Conformazione e materiali

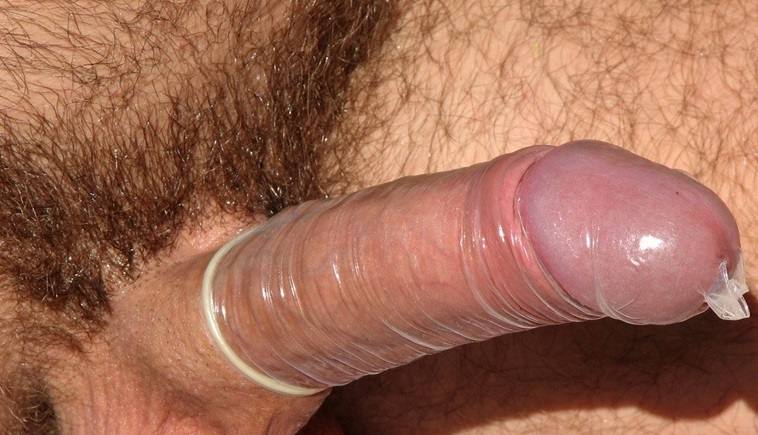
Profilattico indossato sul pene.

Il profilattico è formato da una sottile guaina che può essere cilindrica, anatomica o easy-on, generalmente di lattice, ma ne vengono realizzati anche in altri materiali sintetici che consentono di evitare rare reazioni allergiche. Si adatta perfettamente alla forma e alla dimensione del pene grazie alla sua notevole elasticità. L'interno è cosparso di sostanze lubrificanti che servono per evitare irritazioni e dolore all'uomo durante la penetrazione, non essendo il pene a contatto con i lubrificanti naturalmente prodotti dalla vagina prima e durante il rapporto. In commercio sono presenti alcuni profilattici non in lattice di caucciù, ma al momento sono prodotti per la maggior parte dalla Durex, che altresì possiede il brevetto del Duron, un derivato del poliuretano, resistente il doppio del lattice, inodore e con altre caratteristiche. Il produttore Akuel fornisce anche profilattici in poliisoprene, con la sua linea "Skin". Esistono tuttavia anche profilattici in budello animale.

## Pro e contro

### Pro

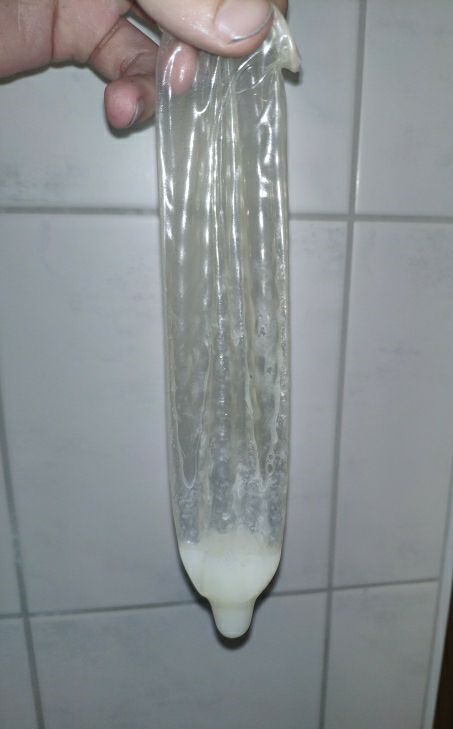
Preservativo con eiaculato

- Preservativo con eiaculatoIl profilattico offre la migliore protezione contro il contagio da malattie sessualmente trasmissibili tra tutte le metodologie anticontraccettive disponibili. Uno studio effettuato nel 2000 dal Dipartimento della salute statunitense conferma che un uso tipico del preservativo riduce dell'85% il rischio di contrarre il virus dell'HIV[56]. Tale studio, in cui sono stati esaminati i tassi di infezione in coppie sierodiscordanti, ha ricavato tale dato appurando che il tasso di sieroconversione annuale in coppie in cui uno dei due partner era risultato sieropositivo era inferiore allo 0,9%, a fronte di un tasso di infezione fra il 6% e il 7% riscontrato fra le coppie che avevano rapporti senza protezione. È opportuno aggiungere che comunque i dati sull'uso del preservativo erano autodichiarati dai partecipanti allo studio e, pertanto, non sarebbe corretto indicare tale dato come quello indicativo dell'efficacia del preservativo, che è strettamente legata all'uso che se ne fa. Il preservativo, pertanto, rimane un mezzo assolutamente sicuro a patto che lo stesso sia indossato prima della penetrazione e che lo stesso non si rompa o si sfili.
- I profilattici sono liberamente acquistabili senza ricetta e visita medica.
- I profilattici vengono venduti nei supermercati e tramite appositi distributori automatici, oltre che in farmacia.
- In particolare, per quanto riguarda i rapporti occasionali, a differenza dei contraccettivi ormonali come la pillola anticoncezionale, il profilattico può essere utilizzato all'occorrenza, in pochi secondi.
- La sua efficacia viene stimata con un Indice di Pearl (numero di gravidanze indesiderate nell'arco di anno considerando 100 donne) variabile tra 0,2 e 2[57].
- L'Organizzazione Mondiale della Sanità, in riferimento a un campione costituito da coppie americane monitorate durante il primo anno di utilizzo, indica il 2% di gravidanze indesiderate in caso di uso perfetto (continuativo e corretto) e il 15% di gravidanze indesiderate in caso di uso tipico (si considera l'intero campione, indipendentemente dal fatto che vi sia stato un uso perfetto)[58].

### Contro
- Un preservativo integro e correttamente usato è in grado di bloccare con estrema efficacia la trasmissione di batteri e agenti patogeni; ma, nel caso dovesse rompersi o sfilarsi durante il rapporto (in media, un rischio presente nell'1-3% dei casi, e quasi esclusivamente dovuto a un uso scorretto dello stesso), non elimina completamente le possibilità di contrarre malattie sessualmente trasmissibili (AIDS, epatiti, candidosi, gonorrea, sifilide, ecc.). Perfino in questo caso, comunque, piccolissime rotture comportano un rischio di esposizione agli agenti patogeni che si valuta rimanere lo stesso molto più basso di quello che deriverebbe dal suo mancato uso (nei modelli sperimentali, il rischio ipotetico di esposizione alla matrice liquida che contiene gli agenti patogeni rimane infatti, anche nel caso di piccole rotture, inferiore di cento volte - ovvero >0,6% di rischio relativo - rispetto al suo mancato uso)[56].
- Può diminuire o alterare le sensazioni tipiche del coito per entrambi i partner, anche se alcuni modelli in commercio sostengono di enfatizzarle per il partner femminile, o di svolgere una funzione utile a ritardare deliberatamente l'eiaculazione negli uomini affetti da eiaculazione precoce.[59][60]
- Per alcuni soggetti il preservativo di lattice può causare reazioni allergiche.

## Avvertenze d'uso

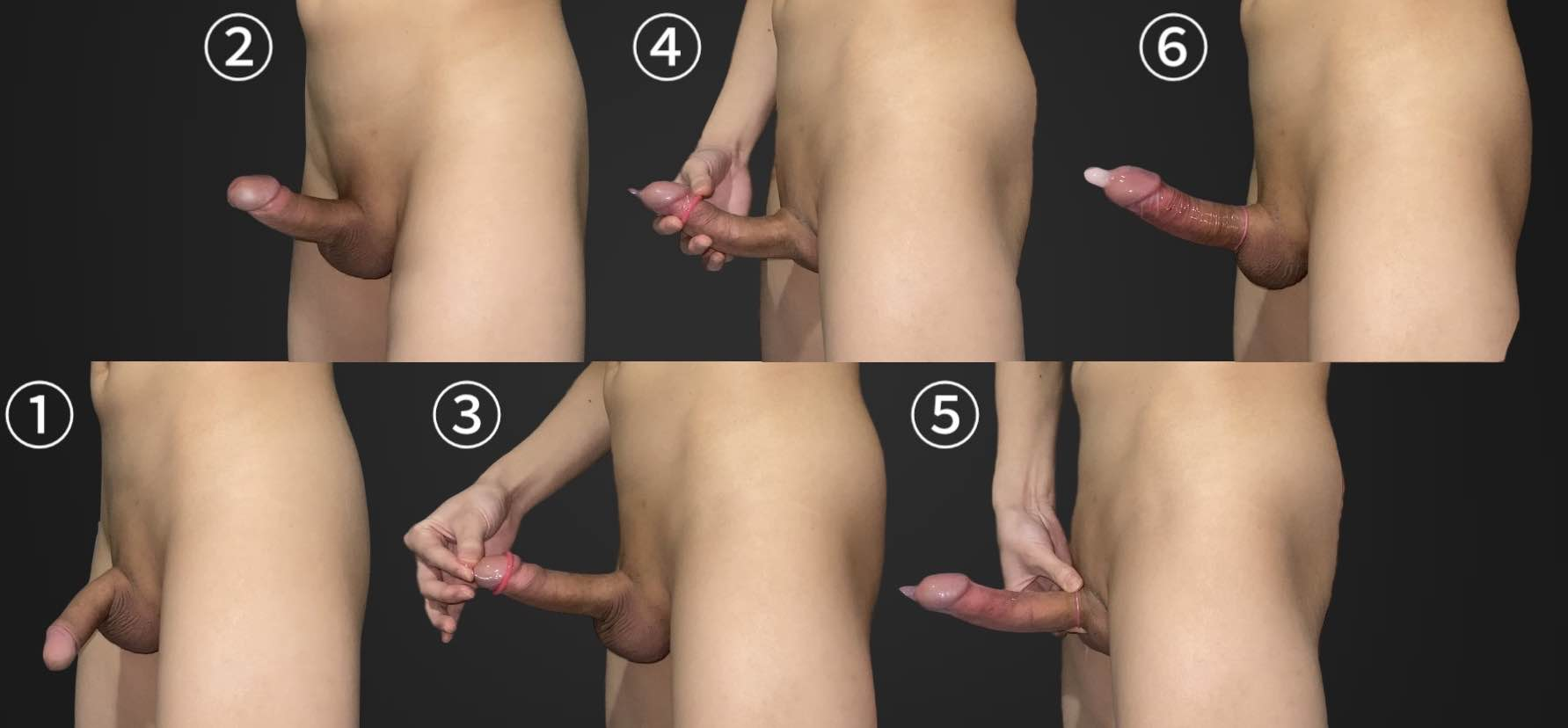
Illustrazione sul modo corretto di indossare un preservativo

- Se usato correttamente, cioè prima di cominciare la penetrazione e per tutta la durata del rapporto sessuale, sia esso vaginale sia anale, il profilattico evita che lo sperma entri a contatto con la vagina durante un rapporto sessuale, impedendo l'eventuale fecondazione. Contemporaneamente evita che le secrezioni dei partner entrino a contatto con le mucose riducendo ma non eliminando il rischio di contrarre malattie a trasmissione sessuale, in primis il virus HIV.
- È consigliabile leggere il foglio illustrativo contenuto in ogni confezione di profilattici.
- È consigliabile, per chi non lo abbia mai utilizzato, provare a indossarne uno al di fuori del contesto di un rapporto sessuale. Ciò permette di prendere anticipatamente confidenza con il suo utilizzo, riducendo così il rischio di un uso scorretto o del non uso (per timore di apparire inesperti, soprattutto se giovani).
- È molto importante, per non aumentare le possibilità di rottura del preservativo durante il rapporto, che lo stesso sia conservato in condizioni ambientali e di temperatura normali. Occorre pertanto evitare di conservarlo in luoghi esposti al sole oppure in portafogli o tasche dove potrebbe essere esposto al calore sviluppato dal corpo umano, e quindi danneggiarsi.
- È inoltre consigliabile nel caso di rapporti anali o che pongono sotto stress il preservativo la scelta di preservativi fabbricati con materiali molto più resistenti come il poliuretano o il teflon e una minima lubrificazione degli orifizi con lubrificanti che non danneggino il profilattico: sono quindi da preferire i lubrificanti o i gel a base di acqua.
- Dopo il rapporto è importante rimuovere il pene dalla vagina prima che questo si afflosci, tenendo ben saldo il preservativo tra le dita per evitare che questi si sfili dal pene e rimanga all'interno della vagina.

### Prima del rapporto
1. Strappare il contenitore avendo cura di non danneggiare il profilattico con unghie o anelli.
2. Appoggiarlo sulla punta del pene eretto. Non srotolarlo prima di indossarlo.
3. Tenendo premuto il serbatoio, srotolarlo sino alla base del pene.
4. Eliminare le pieghe lisciandolo con le mani, facendolo aderire completamente al pene, con particolare riferimento al glande.
5. Se il profilattico si sfila durante il rapporto, utilizzarne uno nuovo.

### Dopo il rapporto
1. Togliere il pene dall'orifizio prima del termine dell'erezione avendo cura che il preservativo non si sfili: per fare ciò, tenere ferma con la mano l'estremità inferiore del profilattico sfilando lentamente il pene dall'orifizio.
2. Controllare se vi sono degli strappi tendendolo: anche una minima parte di liquido potrebbe fecondare la donna.
3. Fare scivolare il profilattico fino a toglierlo.
4. Annodarlo alla base per evitare fuoriuscite di sperma e verificarne l'integrità.
5. Gettarlo nel contenitore del secco indifferenziato/non riciclabile: il preservativo non è biodegradabile e gettato nel WC o sulla strada inquinerebbe per anni il territorio e il mare.

## Profilattici femminili
Esistono in commercio, se pur poco diffusi, dei profilattici indossabili dalla donna (detti femidom), da inserire nella vagina prima del rapporto. Il loro funzionamento è analogo a quelli maschili.